# Monique Mujawamariya
Monique Mujawamariya (Butare, 27 de juliol de 1955) és una activista de drets humans ruandesa que es va traslladar al Canadà i després a Sud-àfrica. Ella era un supervivent del genocidi de Ruanda i va guanyar un premi internacional l'any 1995. En 2014 vivia a Sud Àfrica on militava a favor dels drets de les dones.

## Vida
Mujawamariya va néixer a Butare en 1955. Es va implicar en la defensa dels drets humans i va formar l'ARDPLP (Association rwandaise pour la Défense de la personne et des Libertés publiques).

## El genocidi
El 6 d'abril de 1994, el president de Ruanda Juvénal Habyarimana va morir quan el seu avió va ser derrocat i aquest gry va precedir immediatament el que seria conegut com el Genocidi de Ruanda en el qual s'estima que es van morir entre 800.000 i 1.000.000 persones. Mujawamariya era un objectiu a Kigali, on Radio Télévision Libre des Mille Collines la va titllar de "mala patriota que mereixia morir." Ella estava en comunicació amb Alison Des Forges cada 30 minuts a causa d'aquesta amenaça i el derrocament. Des Forges era membre de Human Rights Watch i li va dir que cuidés dels seus fills si moria. Així les coses, Mujawamariya va sobreviure.
Mujawamariya va aconseguir escapar corrent al jardí fins que van deixar enrere els soldats. Després es va ocultar en un espai amb sostre durant 40 hores abans d'acostar-se descaradament als soldats armats només amb una foto del seu difunt marit en uniforme. Després de pagar un rescat substancial, va poder escapar i contactà amb Des Forges. Des Forges va arranjar perquè ella fos inclosa en una llista d'evacuació, i va escortar Mujawamariya entre els soldats que envoltaven l'aeroport. Mujawamariya va escapar, i havia enviat els seus fills al sud del país. Setmanes més tard, encara no sabia què els havia passat als seus tres fills.
Mujawamariya va poder volar a Washington, on es va trobar Anthony Lake que era assessor del president Clinton. Ella havia estat en un grup que havia conegut Clinton el desembre anterior. No obstant això, hi va trobar poca simpatia, ja que es va considerar que Ruanda i els seus problemes estaven fora de l'interès nacional d'Amèrica.
Va ser guardonada amb el Premi Democràcia de la National Endowment for Democracy el 1995, i va obtenir un doctorat honorífic de l'Amherst College.

## Avui
Mujawamariya vivia en 2014 a Ciutat del Cap on treballava en temes relacionats amb els drets de la dona. Va tornar a Ruanda per assistir a les noces del seu fill William el 2014.